# Flixton
Flixton est un village et une paroisse civile du Suffolk au Royaume-Uni.